# لیاونینگ
لیاونینگ یا لیائونینگ یکی از استان‌های کشور چین است.
این استان در شمال شرقی این کشور قرار گرفته است و مرکز آن شهر شن‌یانگ است.
جمعیت آن بالغ بر ۴۲ میلیون نفر است.
استان لیاونینگ با کشور کره شمالی هم‌مرز است.
مساحت این استان برابر ۱۴۵٬۹۰۰ کیلومتر مربع است.
ورزش (فوتبال)
فوتبال این شهر نیز در سوپر لیگ فوتبال چین از اعتبار خوبی برخوردار است.
در جام باشگاه‌های آسیا ۹۰–۱۹۸۹ توانست تیم لیاونینگ (شهر شن‌یانگ (مرکز استان)) این استان، به عنوان اولین تیم چینی قهرمان آسیا شود.
رقابت با تیم‌های ایرانی
در ۲۹ ژوئیه ۱۹۹۱ در فینال جام باشگاه‌های آسیا ۹۱–۱۹۹۰ تیم لیاونینگ(شن‌یانگ)، برابر تیم استقلال ایران صف آرایی کرد؛ که علیرغم گلزنی ژو هوی این تیم با گل‌های رضا حسن‌زاده و صمد مرفاوی در نهایت ۲–۱ مغلوب این تیم ایرانی شد و با از دست دادن جام قهرمانی فوتبال آسیا، آن را به استقلال ایران واگذار کرد.
همچنین در ۲۸ آوریل ۱۹۹۹ در نیمه نهایی جام باشگاه‌های آسیا ۹۹–۱۹۹۸، تیم دالیان واندا این شهر برابر تیم استقلال ایران قرار گرفت؛ که علیرغم تلاش تیم شهر دالیان برای کامبک مسابقه، در نهایت با گل طلایی علی موسوی ۴–۳ مغلوب این تیم تهرانی شد.

## شهرها

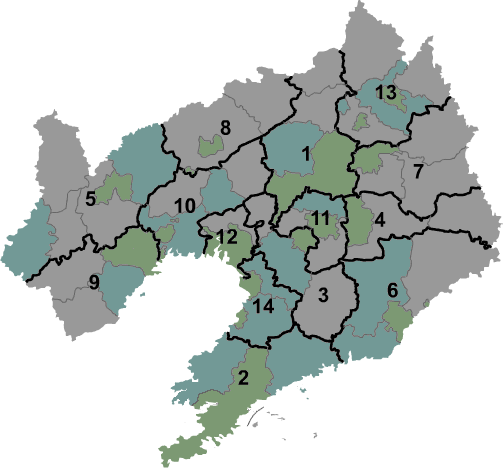

| - ۱ شنیانگ - ۲ دالیان - ۳ آنشان - ۴ بنگزی - ۵ شائو یانگ - ۶ دان دونگ - ۷ فوشون | - ۸ فوگین - ۹ هولو دائو - ۱۰ جین ژوو - ۱۱ لیاو یانگ - ۱۲ پان جیان - ۱۳ تیلیتگ - ۱۴ یینگ کوو |  |

## پیوندها
- وبگاه دولتی لیاونینگ